# 飛越黃昏
《飛越黃昏》是1989年出品的一部香港電影，由張之亮執導，馮寶寶、葉童、吳耀漢等主演。本片榮获第9屆香港電影金像獎香港电影金像奖最佳电影、最佳編劇和最佳女配角（葉童）。
“黄昏”指代踏入暮年的年长人士，“飞越黄昏”结合影片内容则指老人们通过为社会做力所能及的贡献所展示出来的积极与乐观的生活态度。

## 劇情
梅姨（馮寶寶 飾）年轻守寡，为照顾女儿Jo（葉童 飾）她不愿再婚。而Jo个性则很独立，为了摆脱母亲对她的严格管束，她选择到美国读书，并在那里跟一名讲师Allen（盧冠廷 飾）结了婚，还生了孩子Derek（羅子威 飾）。
后来Jo带丈夫和儿子回港探望分别了十多年的母亲，想尽一點孝心。梅姨和外孙Derek以及女婿Allen都很合得来，关系不错。但和女儿Jo仍和从前一样因一点小事就闹意见。由于得到母亲的好友和同做义工的黄师傅（吳耀漢 飾）从中调解，母女关系得到缓和。
后来Jo和丈夫发觉黄师傅为人细心体贴，与母亲关系融洽，但是二人只因害怕旁人议论而不敢结合。于是Jo就鼓励黄师傅追求梅姨，有一次黄师傅游泳出了意外，经过梅姨的细心照顾最终康复，经过这次他们觉得彼此间的需要。在Jo等回美国后，二人相处在一起开展了新的生活。

## 角色
- 冯宝宝 飾 梅姨，守寡的裁缝
- 叶童 飾 Jo，梅姨的女儿
- 吴耀汉 飾 黄师傅，游泳教练
- 卢冠廷 飾 Allen
- 羅子威 飾 Derek
- 麥潔文
- 馮素波
- 許英秀
- 許瑩英
- 鄭文霞

## 其他主創
- 副导演/助理导演：霍达华
- 美術：黃仁逵

## 電影歌曲
主題曲〈憧憬〉
- 作曲：陳永良
- 填詞：向雪懷
- 主唱：徐小鳳

插曲〈祝壽歌〉
- 作曲：鄺天培
- 作詞：周　聰

## 獎項
| 年份 | 頒獎典禮            | 獎項         | 獲提名         | 結果 |
| ---- | ------------------- | ------------ | -------------- | ---- |
| 1990 | 第9屆香港電影金像獎 | 最佳電影     |                | 獲獎 |
| 1990 | 第9屆香港電影金像獎 | 最佳導演     | 張之亮         | 提名 |
| 1990 | 第9屆香港電影金像獎 | 最佳編劇     | 張之亮、陳錦昌 | 獲獎 |
| 1990 | 第9屆香港電影金像獎 | 最佳男主角   | 吳耀漢         | 提名 |
| 1990 | 第9屆香港電影金像獎 | 最佳女主角   | 馮寶寶         | 提名 |
| 1990 | 第9屆香港電影金像獎 | 最佳女配角   | 葉童           | 獲獎 |
| 1990 | 第9屆香港電影金像獎 | 最有前途新人 | 羅子威         | 提名 |
| 1990 | 第9屆香港電影金像獎 | 最佳美術指導 | 黃仁逵         | 提名 |
| 1990 | 第9屆香港電影金像獎 | 十大華語片   |                | 獲獎 |

## 外部連結
- 香港影庫上《飛越黃昏》的資料（繁體中文）
- 豆瓣电影上《飛越黃昏》的資料 （简体中文）
- 时光网上《飛越黃昏》的資料（简体中文）
- AllMovie上《飛越黃昏》的资料（英文）
- 互联网电影数据库（IMDb）上《飛越黃昏》的资料（英文）